# Trimeresurus albolabris
Trimeresurus albolabris é uma espécie de serpente venenosa da subfamília Crotalinae, endêmica do Sudeste Asiático.

## Taxonomia
Giannasi et al. (2001) elevaram insularis [en] e septentrionalis [en] ao nível de espécie. Malhotra & Thorpe (2004) transferiram essa espécie (e várias outras) para o gênero Cryptelytrops. David et al. (2011) a devolveram ao gênero Trimeresurus e a atribuíram ao subgênero Trimeresurus, criando a nova combinação Trimeresurus (Trimeresurus) albolabris.
Os nomes comuns incluem: víbora-da-árvore-verde, víbora-da-árvore-de-lábios-brancos e víbora-da-árvore-de-bambu-de-lábios-brancos.

## Descrição
Comprimento total máximo dos machos é de 600 mm e das fêmeas é de 810 mm; comprimento máximo da cauda dos machos é de 120 mm e das fêmeas é de 130 mm.

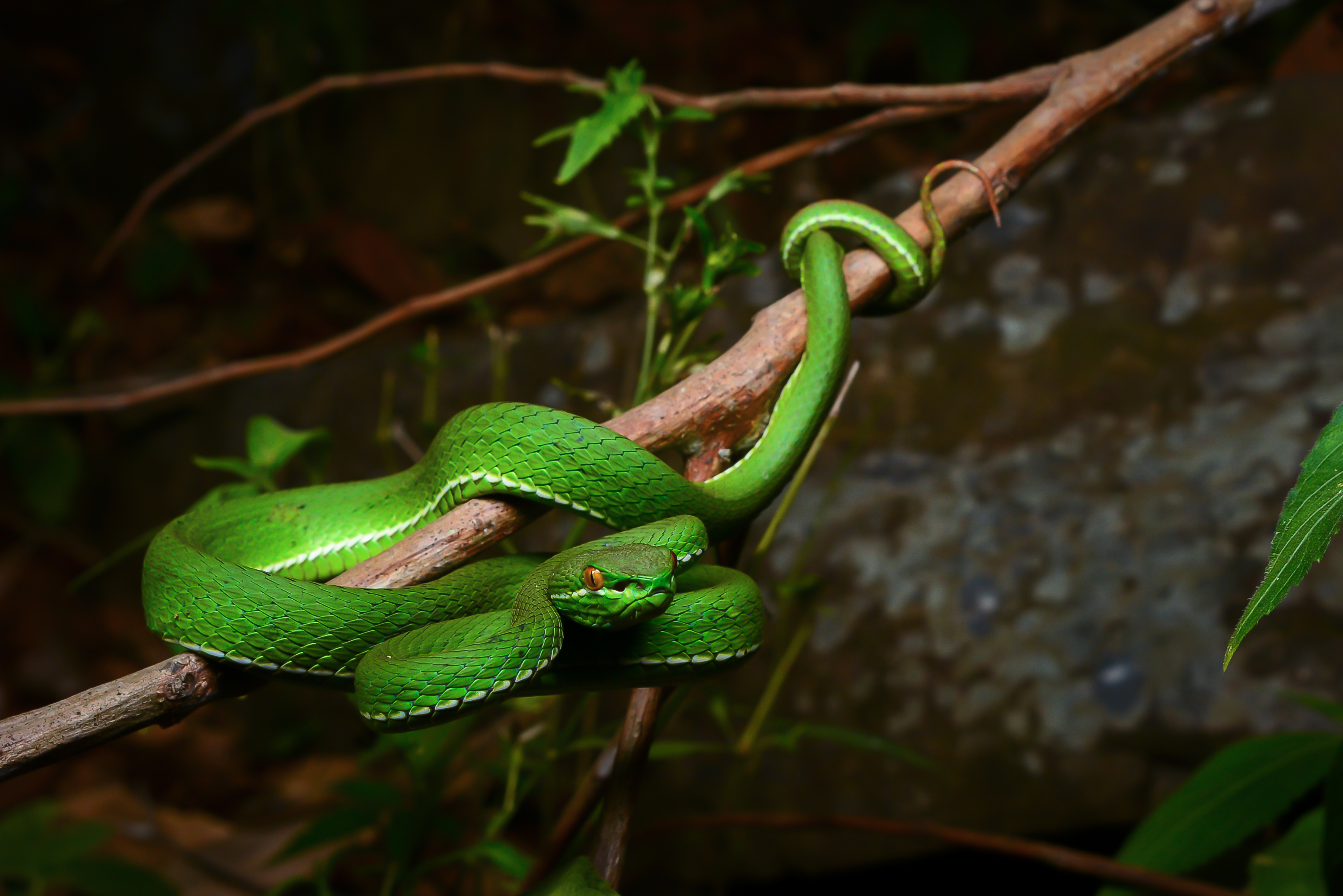
T. albolabris, macho adulto – Parque Nacional de Kaeng Krachan
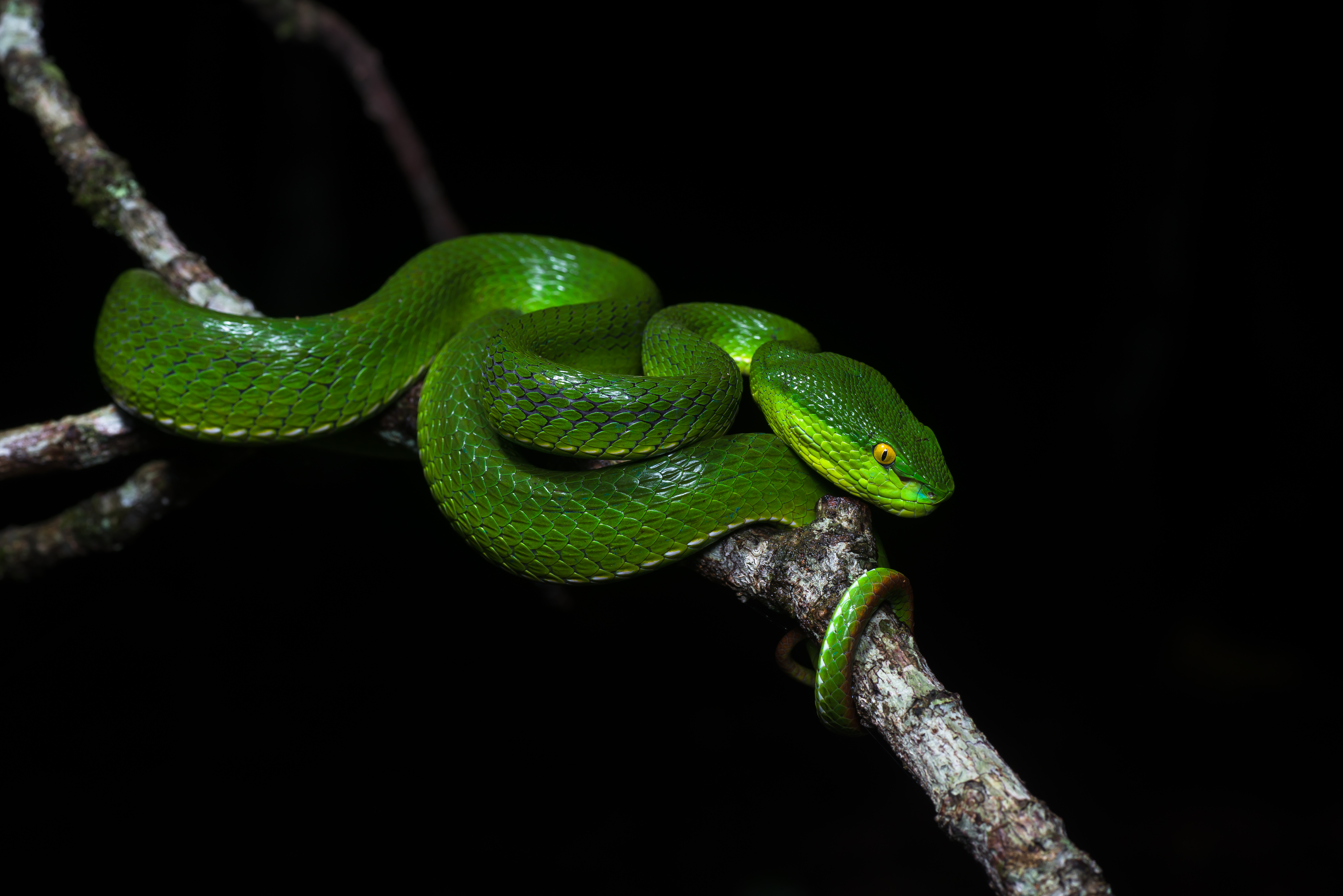
T. albolabris, fêmea adulta – Parque Nacional de Kaeng Krachan
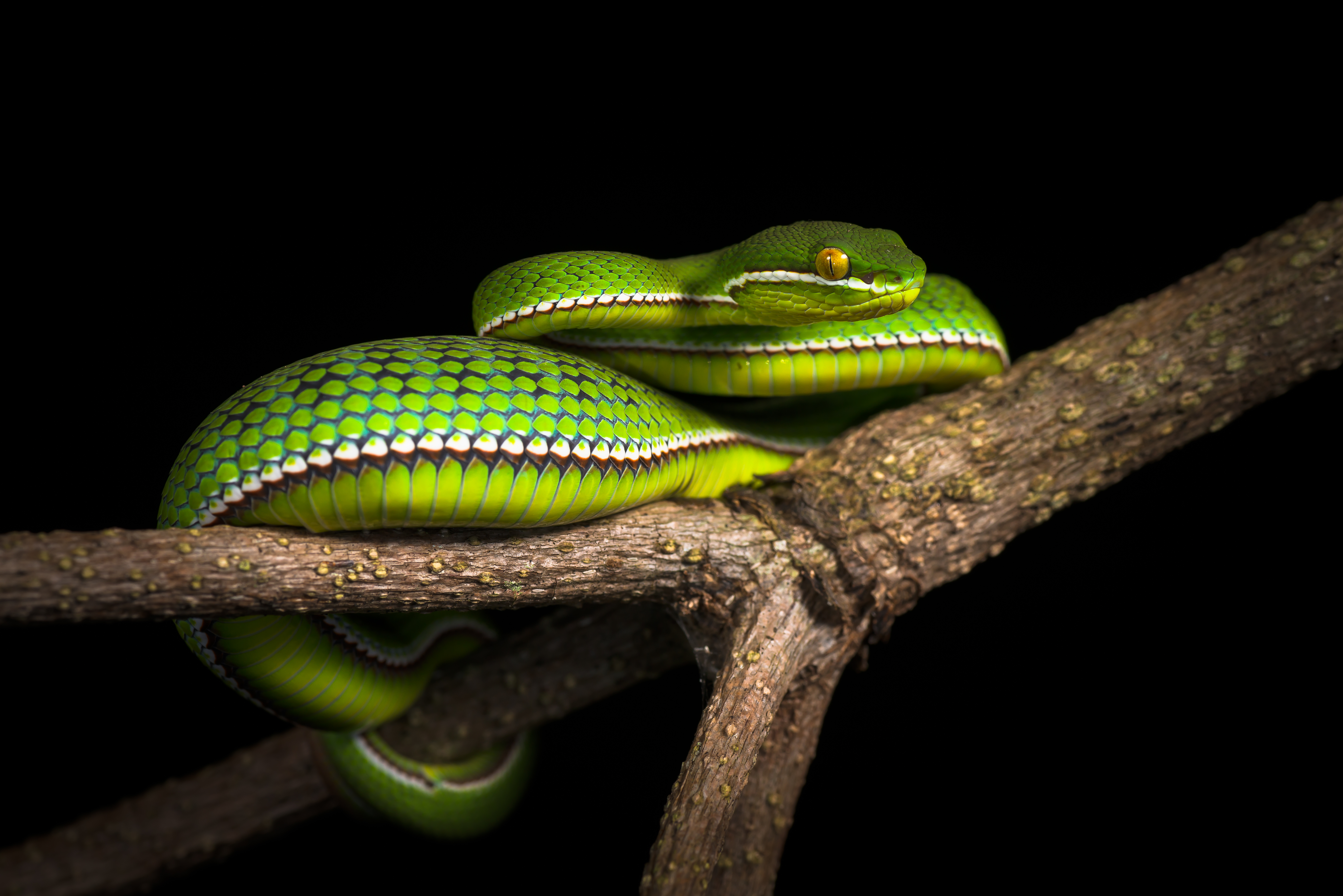
T. albolabris, filhote macho – Parque Nacional de Kaeng Krachan
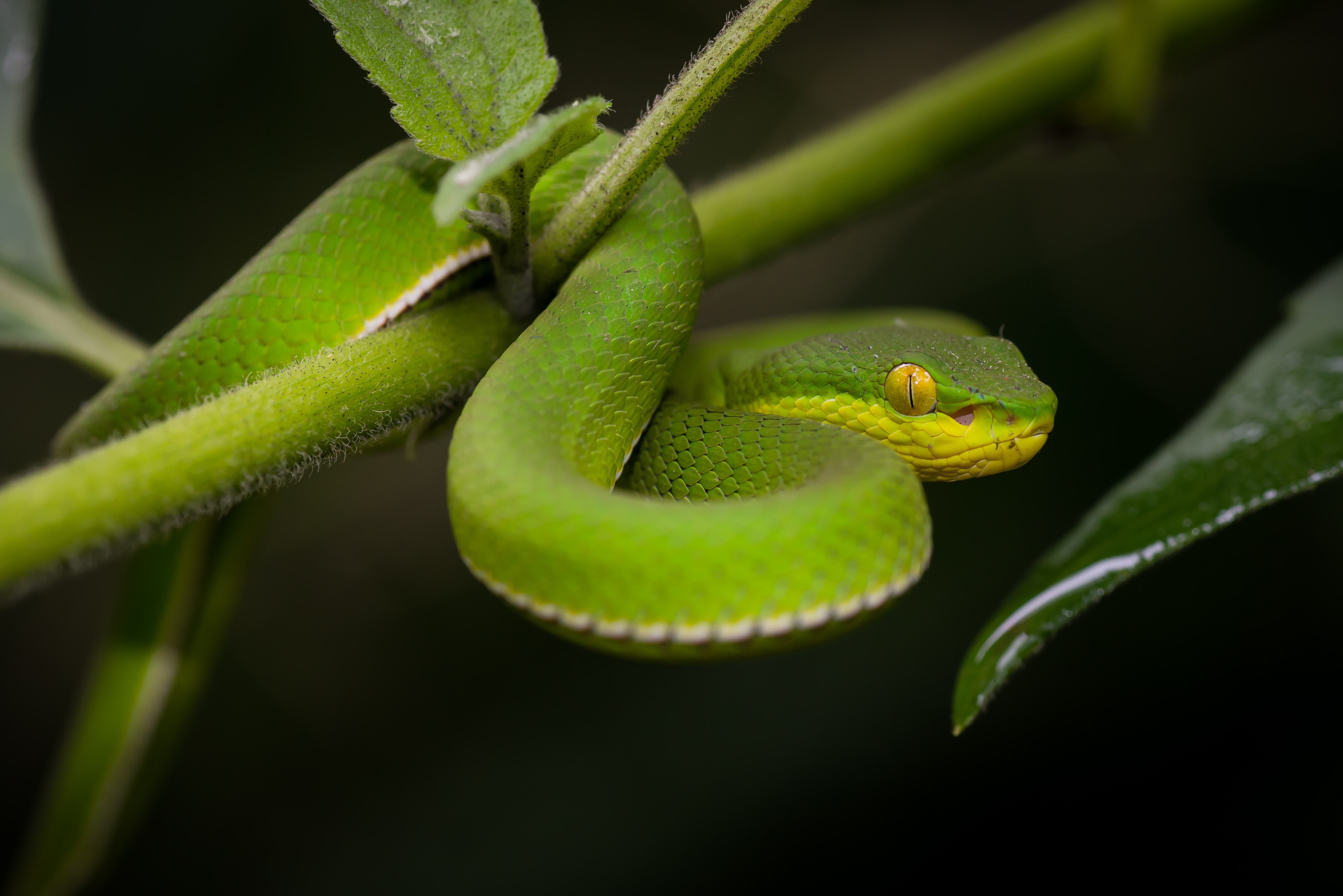
T. albolabris, filhote fêmea – Parque Nacional de Kaeng Krachan
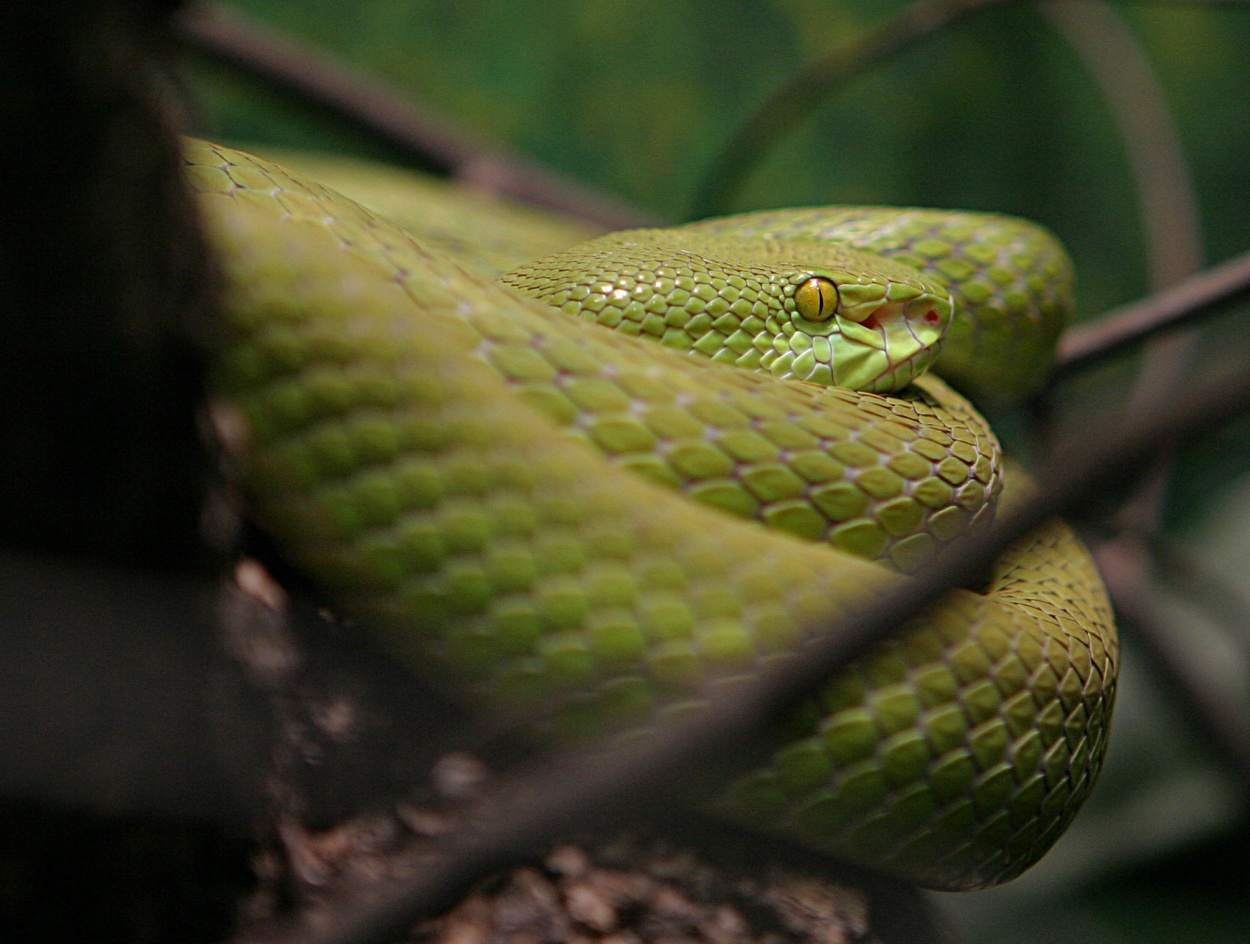
T. albolabris no Zoológico de Houston [en]

A escamação da cabeça consiste em 10-12 labiais superiores, o primeiro parcialmente ou completamente fundido ao nasal. Escamas da cabeça pequenas, subiguais, fracamente imbricadas, lisas ou com quilha fraca. As supraoculares são estreitas (ocasionalmente aumentadas e não divididas) com 8-12 escamas interoculares entre elas. As escamas temporais são lisas.
O corpo médio tem 29 fileiras longitudinais de escamas dorsais. As escamas ventrais são 155-166 nos machos e 152-176 nas fêmeas. As subcaudais são emparelhadas, 60-72 nos machos e 49-66 nas fêmeas. O hemipênis não tem espinhos.
O padrão de cor é verde na parte superior, a lateral da cabeça abaixo dos olhos é amarela, branca ou verde-clara, muito mais clara do que o resto da cabeça. O ventre é verde, amarelado ou branco. Uma faixa ventrolateral clara está presente em todos os machos, mas ausente nas fêmeas. A extremidade da cauda não é marrom mosqueada.

## Distribuição e habitat
Encontrada no Nepal, nordeste da Índia (Assão e Jarcanda), Bangladesh, Myanmar, Tailândia, Camboja, Laos, Vietnã, sul da China (Fuquiém, Ainão, Quancim, Cantão), Hong Kong, Macau, Indonésia (Sumatra, Java, Lomboque, Sumbava, Comodo, Flores, Sumba, Roti, Kisar, Wetar). A localidade-tipo indicada é a China.

## Dieta
Suas refeições consistem em pássaros, pequenos sapos e pequenos mamíferos. Essa serpente não ataca e solta sua presa; como muitas serpentes arborícolas, ela se agarra à presa até que ela morra.

## Veneno
O veneno é principalmente hemotóxico. Os resultados das picadas dessa espécie variam de envenenamento leve até a morte. O veneno contém propriedades pró-coagulantes. Foram registradas inúmeras mordidas com poucas fatalidades.